# Billy Baxter (Fußballspieler, 1939)
William Alexander „Billy“ Baxter (* 23. April 1939 in Edinburgh; † 25. Mai 2009 in Dunfermline) war ein schottischer Fußballspieler und -trainer. Bekannt wurde er als langjähriger Abwehrspieler von Ipswich Town in den 1960er-Jahren. Dort gewann er 1962 nur ein Jahr nach dem Aufstieg in die erste Liga überraschend unter dem späteren Weltmeistertrainer Alf Ramsey die englische Meisterschaft.

## Sportlicher Werdegang
Erste Erfahrungen sammelte Baxter im schottischen Amateurfußball bei Broxburn Athletic, bevor es ihn im Juni 1960 zum englischen Zweitligisten Ipswich Town zog. Zu dieser Zeit absolvierte er noch seinen Wehrdienst bei den Royal Engineers, war dabei in Aldershot stationiert, und zu Weihnachten 1960 absolvierte er erstmals für Ipswich Town ein Pflichtspiel. Dabei sprang er gegen den Lokalrivalen Norwich City auf der Position des rechten Außenläufers für den verletzten Reg Pickett ein. Er wusste dabei auf Anhieb zu gefallen und schnell entwickelte er sich zum Stammspieler in der Mannschaft, der in der Saison 1960/61 der Aufstieg in die erste Liga gelang. Im Jahr darauf war er Schlüsselspieler auf dem Weg zum überraschenden Gewinn der englischen Meisterschaft und verpasste nur zwei der 42 Ligapartien. Der Teamerfolg wurde letztlich sehr stark mit den Namen Ted Phillips und Ray Crawford identifiziert, die als Sturmpaar 61 der 93 Tore geschossen hatten, aber es waren Spieler wie Baxter in der Defensive, die für den notwendigen Rückhalt und die Balleroberungen sorgten. Baxter war zwar mit nur knapp über 1,70 Meter relativ klein, aber er zeichnete sich durch ein gutes Kopfballspiel aus. Trainer Alf Ramsey, der später die englische Nationalmannschaft betreute, schätzte darüber hinaus seine vielseitige Einsetzbarkeit und die Führungsqualitäten.
Der Titelgewinn war dessen ungeachtet nicht nachhaltig und zwei Jahre später stieg Ipswich als Tabellenletzter wieder in die Zweitklassigkeit ab. Ramsey hatte im Jahr zuvor den Klub verlassen und sein Nachfolger Jackie Milburn sich als „Missverständnis“ herausgestellt. Nach Milburns Demission im September 1964 wollte dann auch Baxter weg aus Ipswich, aber der Vorsitzende John Cobbold verhinderte den drohenden „Exodus“ von Leistungsträgern mit einigen Gehaltsaufbesserungen und den Worten „Wir sind ohne Trainer, fast ohne Punkte und können es uns nicht leisten, ohne Baxter zu sein“. Baxter blieb somit dem Klub erhalten und unter dem neuen Trainer Bill McGarry gelang 1968 die Rückkehr in die erste Liga. Kurz nach Beginn der Saison 1968/69 verließ McGarry Ipswich in Richtung der Wolverhampton Wanderers und die Verpflichtung von Bobby Robson als Nachfolger versetzte den Verein zunächst in eine Unruhe, für die Baxter mitverantwortlich war. Der erst 35-jährige Robson, der bei seiner ersten Station in Fulham als gescheitert galt, fand sich in einem Machtkampf mit einer Reihe älterer Ipswich-Spieler wieder. Der Konflikt mit Baxter eskalierte, nachdem ihn Robson in einer Partie gegen Leeds United nicht aufgestellt hatte. Das Duell ging mit 2:4 verloren und in der Kabine „feierten“ die Spieler die Niederlage, wie Robson später in seiner Autobiografie ausführte. Weitere Unstimmigkeiten resultierten gar in eine Schlägerei zwischen Baxter und Robson. Da der Trainer aber mittlerweile die Mehrheit der Spieler hinter sich gebracht hatte, entschloss sich die Vereinsführung dazu, Baxter zu verkaufen, so dass dieser im März 1971 Ipswich nach 409 Ligaeinsätzen in Richtung Hull City hinter sich ließ.
Im Gegensatz zu Robson, der sich in der Folgezeit zu einer bedeutenden englischen Trainerfigur entwickelte, war Baxters Zenit im Profifußball nun überschritten. Nach dem mit wenig Erfolg gekrönten Engagement bei Hull City und als Leihspieler in Watford wurde er 1972 Spielertrainer beim Viertligisten Northampton Town. Dort konnte er jedoch nicht verhindern, dass seine Mannschaft in der Spielzeit 1972/73 auf dem vorletzten Platz landete und den Abstieg durch einen erfolgreichen Wiederwahlantrag nur knapp verhinderte. Später arbeitete er noch als hauptamtlicher Trainer für das unterklassige Nuneaton Borough, bevor er sich aus dem Fußballgeschäft zurückzog.
Zum Ende seines Lebens litt er an den Folgen einer Krebserkrankung und gut ein Monat nach seinem 70. Geburtstag verstarb er in seiner schottischen Heimat in einem Krankenhaus in Dunfermline.

## Titel/Auszeichnungen
- Englische Meisterschaft (1): 1962